# Egill Skalla-Grímsson

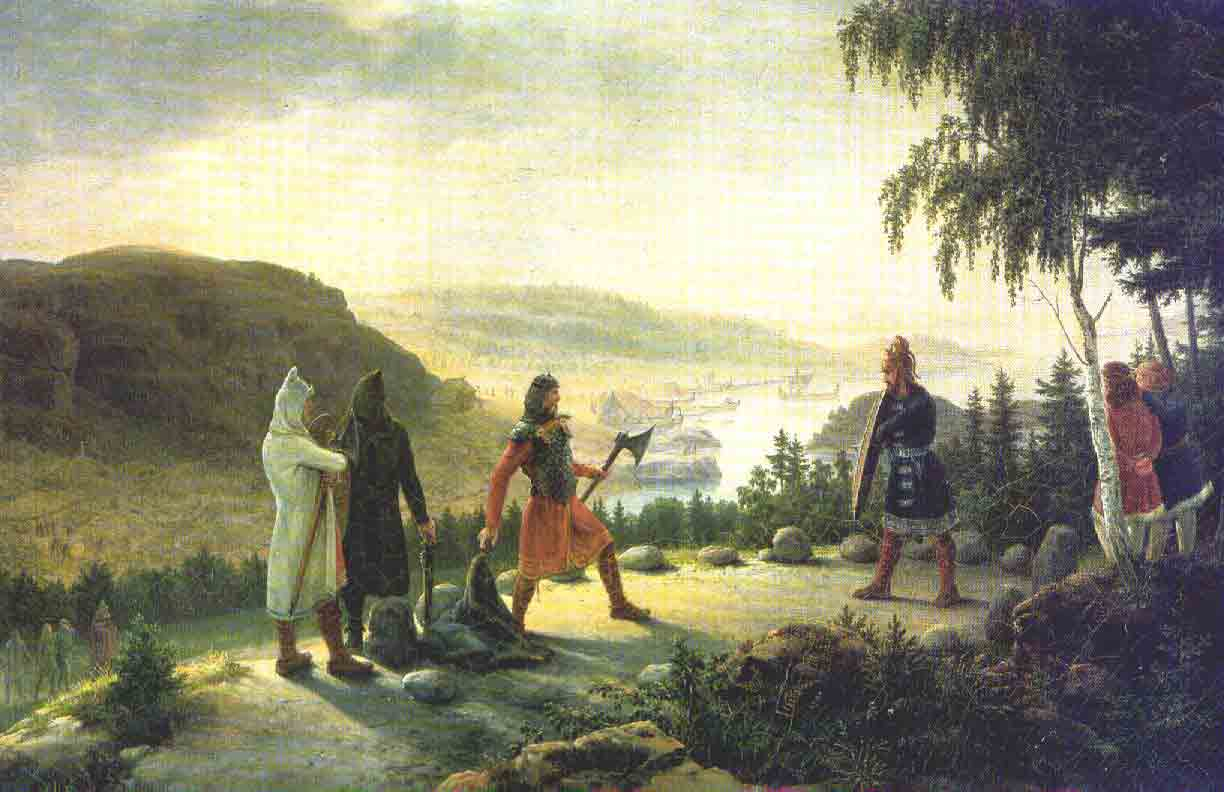
Egil involucrado en un holmgang con Berg-Önundr, por el pintor Johannes Flintoe.

Egill Skallagrímson, también latinizado como Egil (aprox. 910 - aprox. 990), era un vikingo y escaldo popular de la Era Vikinga. Egil es un antihéroe popular de las sagas islandesas.

## Vida
Egil nació en Islandia, hijo de Skalla-Grímr Kveldulfsson, y Bera Yngvarsdóttir, nieto de Kveldulf Bjalfason ("Lobo Nocturno"). Cuando Grímr llegó a Islandia, se asentó en Borg, el lugar donde enterró el ataúd de su padre. Grímr fue un respetado caudillo y enemigo mortal del rey Harald I de Noruega.
Egil compuso su primer poema a la edad de tres años. Mostró desde muy joven un comportamiento berserker y eso, junto a la descripción de su gran y poco atractiva cabeza, se ha teorizado sobre la posibilidad de sufrir osteítis deformante, corroborada por el descubrimiento de un hallazgo arqueológico de una cabeza de la Era Vikinga que podría ser del mismo Egil. A la edad de siete años, fue engañado en un juego con otros muchachos, y encolerizado, fue a casa para buscar un hacha, regresó con los muchachos y le partió la cabeza hasta los dientes al principal autor del engaño. Otro suceso parecido -ya de adulto- fue cuando Berg-Önundr rechazó que Egil pudiera reclamar la parte proporcional de una herencia de su esposa Ásgerðr, retando a Önundr a un holmgang (duelo típico vikingo).
Más tarde, tras una grave ofensa, Egil mató a Bárðr de Atley, un servidor del rey Erico I de Noruega y de la familia de la reina Gunnhildr. Ambos guardaron en el recuerdo este hecho durante el resto de sus vidas en busca de venganza. Llena de odio, Gunnhildr ordenó a sus dos hermanos que asesinaran a Egil y a su hermano Þórólfr, con quien había tenido buenas relaciones en el pasado. No obstante, Egil mató a los hermanos de la reina cuando intentaron enfrentarse a él.
Un verano, el rey Harald murió. Con la finalidad de asegurar su posición como único monarca de Noruega, Erico I asesinó a sus propios hermanos (ganándose el apoyo de «Hacha Sangrienta»). Erico declaró fugitivo a Egill en Noruega. Berg-Önundr reunió a un grupo de hombres para capturar a Egill, pero fue asesinado antes de lograrlo. Egill también mató a Rögnvaldr, hijo del rey Erico y la reina Gunnhildr. A partir de entonces maldijo a los monarcas con un Níðstöng, colocando la cabeza de un caballo sobre un poste, y recitando:
«Aquí clavo este poste-niðingr y declaro este nið contra el rey Eiríkr y la reina Gunnhildr,» - giró entonces la cabeza del caballo hacia tierra adentro - «Yo proclamo este níð a los espíritus de la tierra allí, y la tierra misma,  que todos se sientan perdidos, que no se sostengan o encuentren su lugar, no hasta que el rey rey Eiríkr y Gunnhildr escapen de la tierra.» Entonces encaró la cabeza de caballo en tierra, carvó runas sobre el poste, y pronunció las palabras formales para la maldición.
Gunnhildr también hizo lo propio sobre Egill, que le hizo sentirse agotado, sin descanso, y depresivo hasta que se encontrasen de nuevo.
No mucho más tarde, Eiríkr y Gunnhildr se vieron forzados a escapar al reino de Northumbria por el príncipe Haakon I de Noruega. En la Inglaterra anglosajona, fueron nombrados rey y reina de Northumbria rivalizando con el rey Athelstan. Egill naufragó casualmente en Northumbria, se presentó ante la corte de Eiríkr y fue sentenciado a muerte. Durante la misma víspera de la ejecución, Egill compuso un drápa de alabanza al rey y lo recitó frente al patíbulo en su presencia. Eiríkr de mala gana liberó a su enemigo mortal todavía con la cabeza sobre sus hombros. Egill también luchó en la batalla de Brunanburh al servicio del rey Athelstan. 
Finalmente, Egill regresó a la granja de su familia en Islandia, donde permaneció con cierto poder e involucrado en la política local. Vivió hasta superar los ochenta años y murió poco tiempo después de la cristianización de Islandia. Antes de morir, Egill enterró su tesoro en plata cerca de Mosfellsbær. En su último acto de violencia, asesinó al siervo que le había ayudado a enterrar su tesoro para evitar el expolio. Cuando se construyó una capilla en las propiedades de la familia, el cuerpo de Egill fue exhumado y su hijo lo enterró cerca del altar.

## Descendencia
Egill casó con la viuda de su hermano, Ásgerðr Björnsdóttir, hija del hersir Björn Brynjólfsson (876 - 932) de Sogn y nieta de Brynjulf Björnsson de Aurlandi. Fruto de esa relación nacieron cinco hijos:
- Þorgerðr Egilsdóttir (n. 931), que casó con el prominente caudillo Ólafur pái Höskuldsson.
- Bera Egilsdóttir (n. 934), que casó con Össur Eyvindarson (n. 940), hijo de Eyvindur Þorgrímsson.
- Gunnar Egilsson (n. 939), murió joven de fiebres.
- Böðvar Egilsson (943 - 960), murió ahogado en un naufragio.
- Þorsteinn Egilsson. En años posteriores, un clan local islandés, los Myrmannaætta, proclamaban ser descendientes de Þorsteinn, entre ellos el escaldo Einarr Skúlason.[10]

## Poemas
Al margen de ser un guerrero de gran poder en las fuentes literarias, Egill también es aclamado por su poesía, considerado por muchos historiadores como uno de los más dotados poetas de la literatura medieval escandinava. Su poema Sonatorrek, el lamento sobre su propio hijo, se ha definido como «el nacimiento de la poesía lírica personal nórdica». Sus poemas fueron los primeros versos en usar finales rimados.
Los siguientes trabajos se han atribuido a Egill:
1. Aðalsteinsdrápa («elogio de Athelstan»),  drápa para el rey anglosajón Athelstan.
2. Höfuðlausn («el rescate de la cabeza»), con el cual Egill salvó la vida tras ser sentenciado a muerte por el rey Erico I de Noruega.
3. Sonatorrek («la pérdida de los hijos»), tras la muerte de su hijo Böðvar, ahogado durante una tormenta.
4. Arinbjarnarkviða. Dedicado a su compañero Arinbjørn herse.
5. Skjaldardrápa.
6. Berudrápa.
7. Algunos Lausavísur.
8. Fragmentos diversos.

## Runas
Egill era también culto de las runas. Su aparente maestría de sus poderes mágicos le ayudaron muchas veces durante sus viajes. Durante una fiesta en Atla-isle, fracasó un intento de envenenarle gracias a una runa que grabó en su copa. También usó las runas para maldecir al rey Eirik Hacha Sangrienta y la reina Gunnhildr.
Un compañero le pidió que examinase a una mujer enferma. Un terrateniente local, tras ser rechazado para contraer mantrimonio con ella, usó runas para conseguir su amor. En su lugar, grabó erróneamente runas que causaron enfermedad. Egill quemó las runas malditas e hizo nuevas para ayudarla a sanar y la mujer se recuperó. Dice la saga que cantó un poema:
No hay runas que puedan llevarla a la tumba
quien las conoce, no las lee.